# Serge Paganelli
 (mars 2025).
Serge Paganelli, né le 3 février 1929 à Dampierre-les-Bois (Doubs) et mort le 6 mars 2016 à Montbéliard, est un homme politique français.

## Biographie
Serge Paganelli nait dans une famille ouvrière d'origine italienne, engagée au parti communiste : sa mère Suzanne, est candidate du PCF aux sénatoriales de 1948. Ajusteur dans une usine de Beaucourt après son succès au CAP, il travaille à partir de 1947 dans une usine métallurgique d'Arbouans.
Membre du parti dès ses 16 ans, il devient militant syndical, au sein de la CGT, et participe très activement aux grèves de l'hiver 1947.
Secrétaire de la section communiste d'Audincourt en 1950, il devient secrétaire fédéral du PCF en 1956, en remplacement de Louis Garnier, poussé sur la touche pour ses positions divergentes avec la direction nationale. Membre suppléant du comité central du parti en 1961, puis titulaire de 1964 à 1972, il est élu conseiller général du Doubs, dans le canton d'Audincourt, en 1962, et conserve ce mandat jusqu'en 2001.
Après avoir quitté son poste de secrétaire fédéral en 1976, tout en continuant de siéger dans les instances départementales du parti, il est élu maire d'Audincourt en 1977. Lors du conflit qui oppose dans les années 1980 la fédération du Doubs, « rénovatrice », à la direction nationale du parti, il ne joue pas de rôle moteur, mais soutient les positions de Martial Bourquin, secrétaire de la fédération qui est finalement dissoute en octobre 1987.
Il rejoint ensuite l'Alternative démocratie socialisme, en 1991, qui rejoint ensuite la Convention pour une alternative progressiste. En 1997, il cède le fauteuil de maire à Martial Bourquin, tout en continuant à siéger au conseil municipal.

## Distinctions
- Chevalier de la Légion d'honneur (1999)
- Officier de la Légion d'honneur (2014)

## Sources
- Ressource relative à la vie publique :   - Maitron
- Dictionnaire biographique du mouvement ouvrier français, notice de Louis Boulland